# 刘山乡
刘山乡，是中华人民共和国四川省自贡市沿滩区曾经下辖的一个乡。2019年9月撤消，其所属行政区域划归永安镇管辖。

## 行政区划
刘山乡撤销前下辖以下地区：
刘家山社区、红光村、丰收村、战斗村、利民村、立志村、云丰村和刘山回龙村。